# フアナ・ロマーニ
フアナ・ロマーニ（Juana Romani、1869年8月31日 - 1923年6月13日）はフランスの画家。イタリア出身である。主に女性の肖像画を描いた。

## 略歴
イタリアのラツィオ州のヴェッレトリで、Carolina Carlesimoとして生まれた。母親はヴェッレトリの貴族、テミストクレス・ロマーニ(Thémistocle Romani)の愛人となり、フアナの父親が不審な死を遂げた後、1877年に母親と、義理の父親となったテミストクレス・ロマーニとパリに移った。母親は美術学校でモデルの仕事を始め、ファナも子供時代から美術家のモデルを務めるようになった。13歳の時、彫刻家、アレクサンドル・ファルギエールの『ディアーナの像』のモデルになった。画家のビクター・プルーヴェやフェルディナン・ロワベ、ジャン＝ジャック・エンネルらのモデルを務めた。
アカデミー・コラロッシを設立したイタリア人画家、彫刻家のフィリッポ・コラロッシにその才能を見出されて、画家の道に進み、エンネルやロワベからレッスンを受け、カロリュス＝デュランの美術教室にも参加した。19歳になった1888年から、フアナ・ロマーニという名前で展覧会に出展を始め、1888年から1904年の間、フランス芸術家協会の展覧会に出展した。
晩年は精神を病んで、精神病院で亡くなったとされる。
故郷のヴェッレトリには彼女の名前の付けられた学校がある。

## ギャラリー

### ロマーニをモデルにした作品

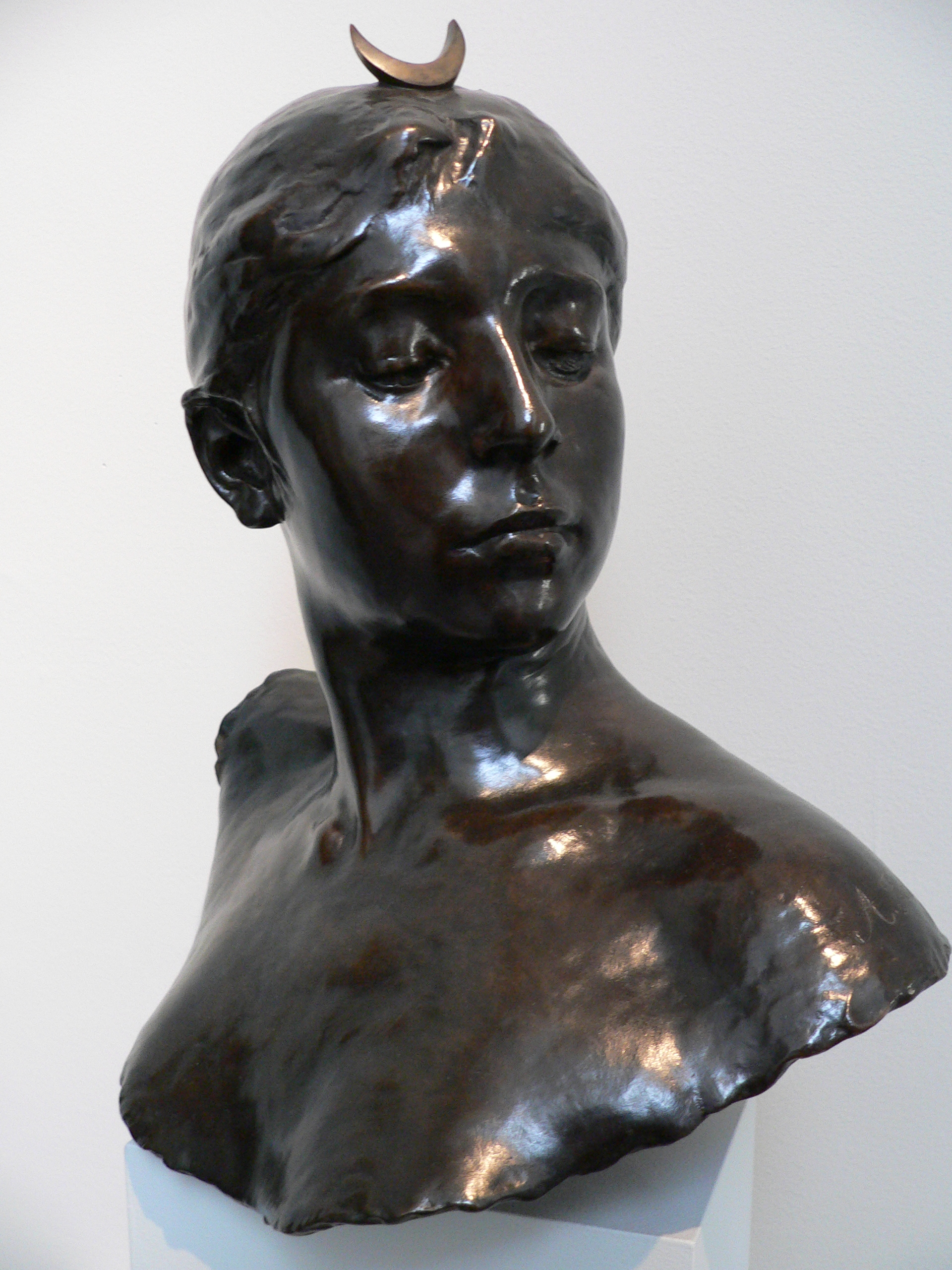
『ディアーナ (作)A.ファルギエール
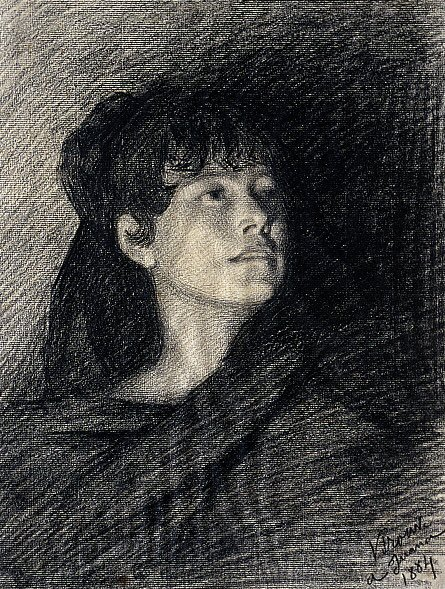
素描(1884) (画)ビクター・プルーヴェ
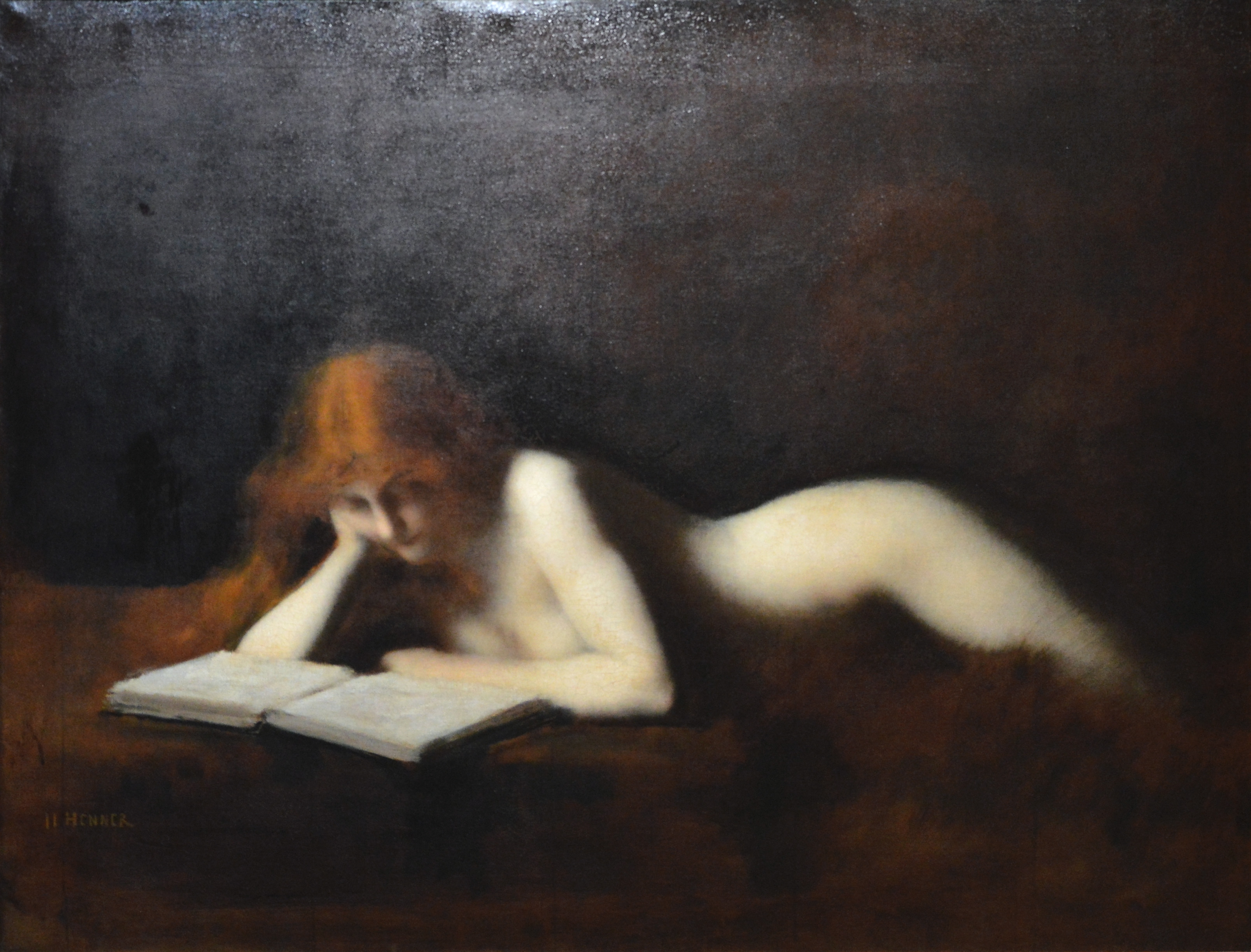
Liseuse (画)J.J.エンネル
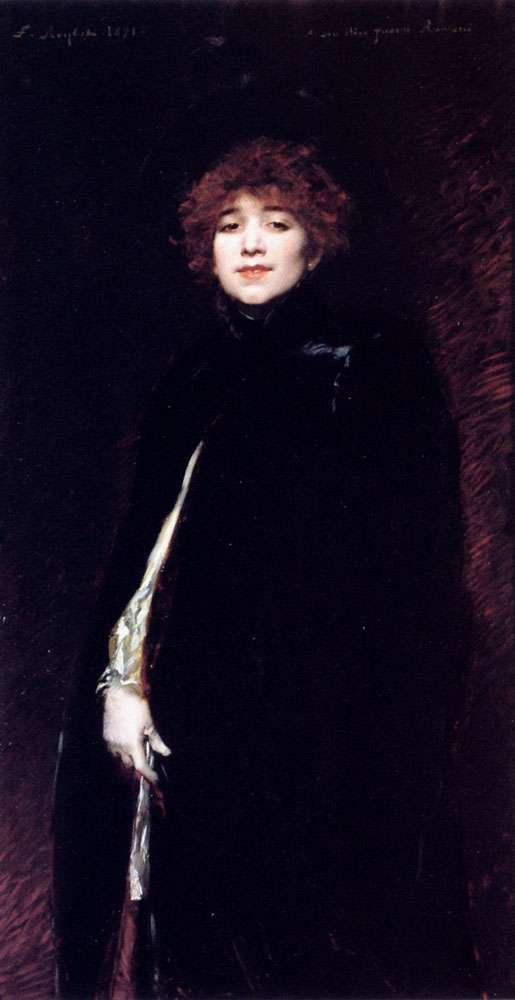
(画)フェルディナン・ロワベ

### ロマーニの作品

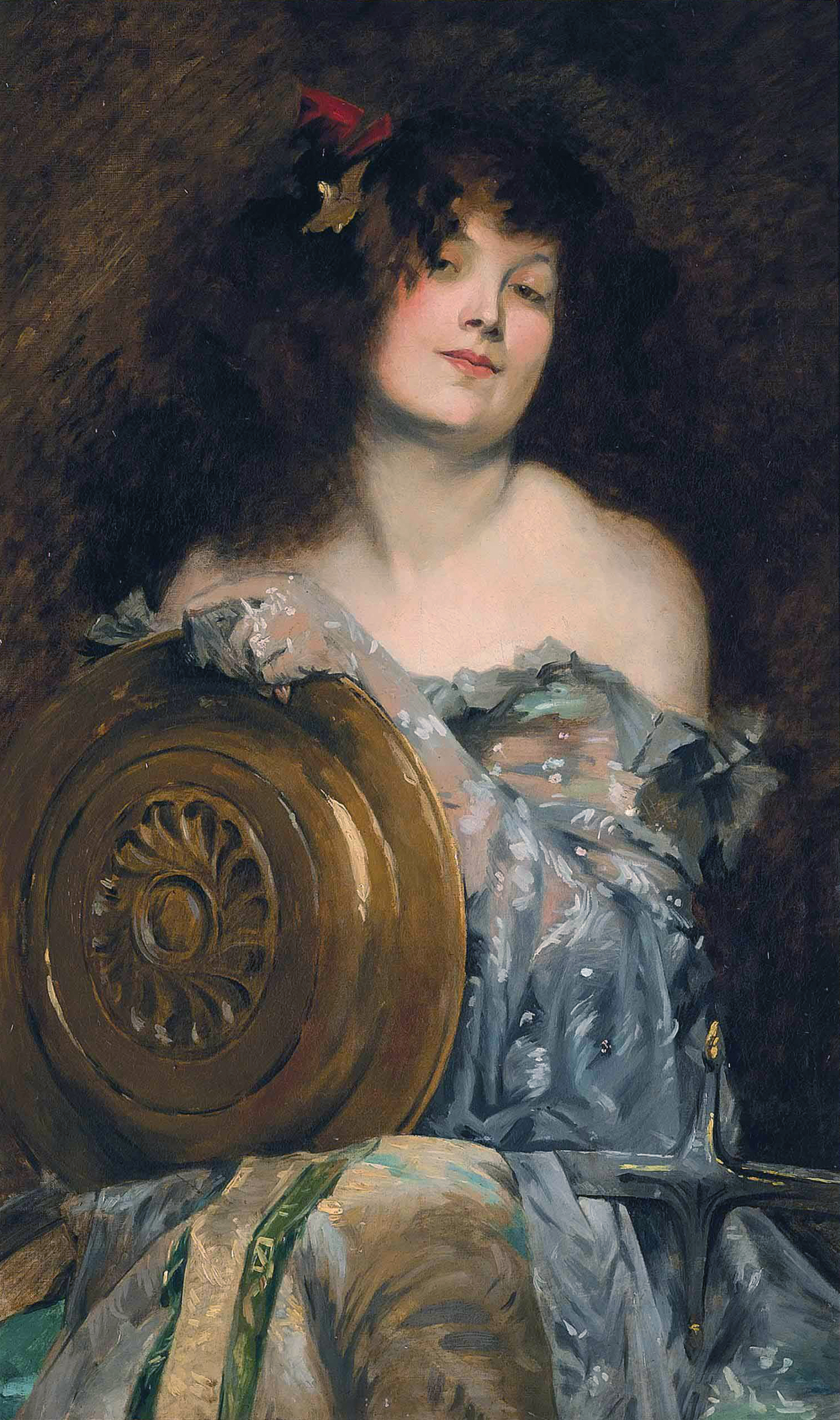
『サロメ』(1898)
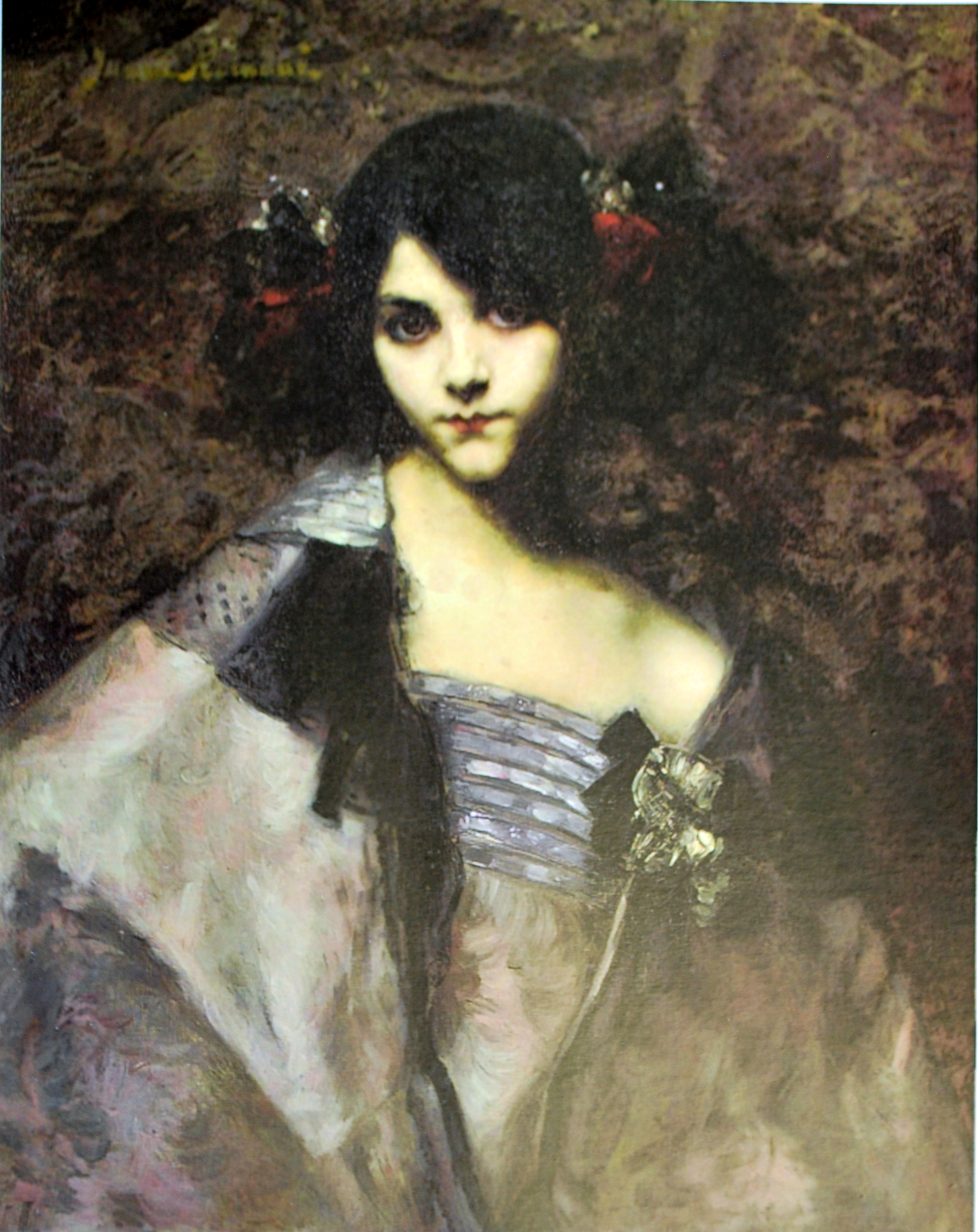
Bella Donna
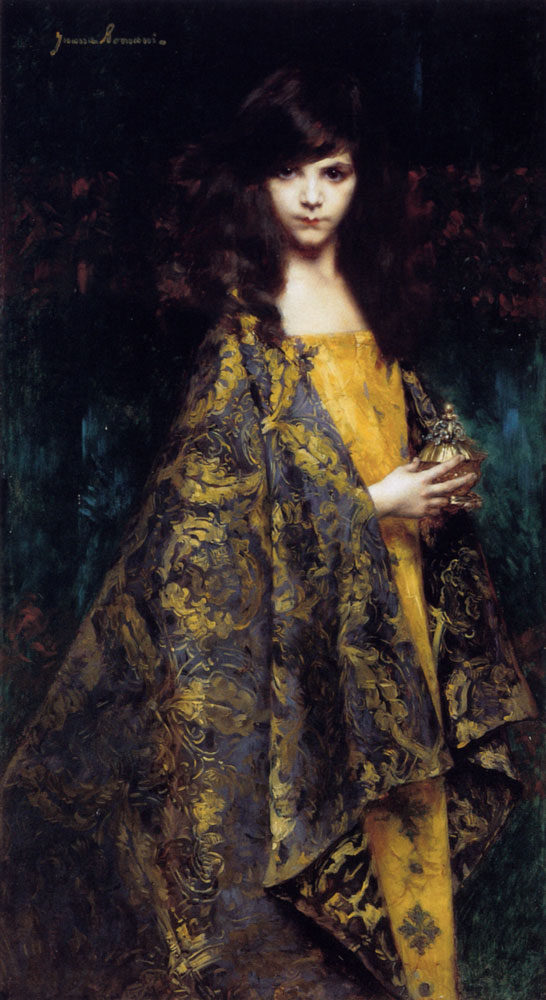
(1891)
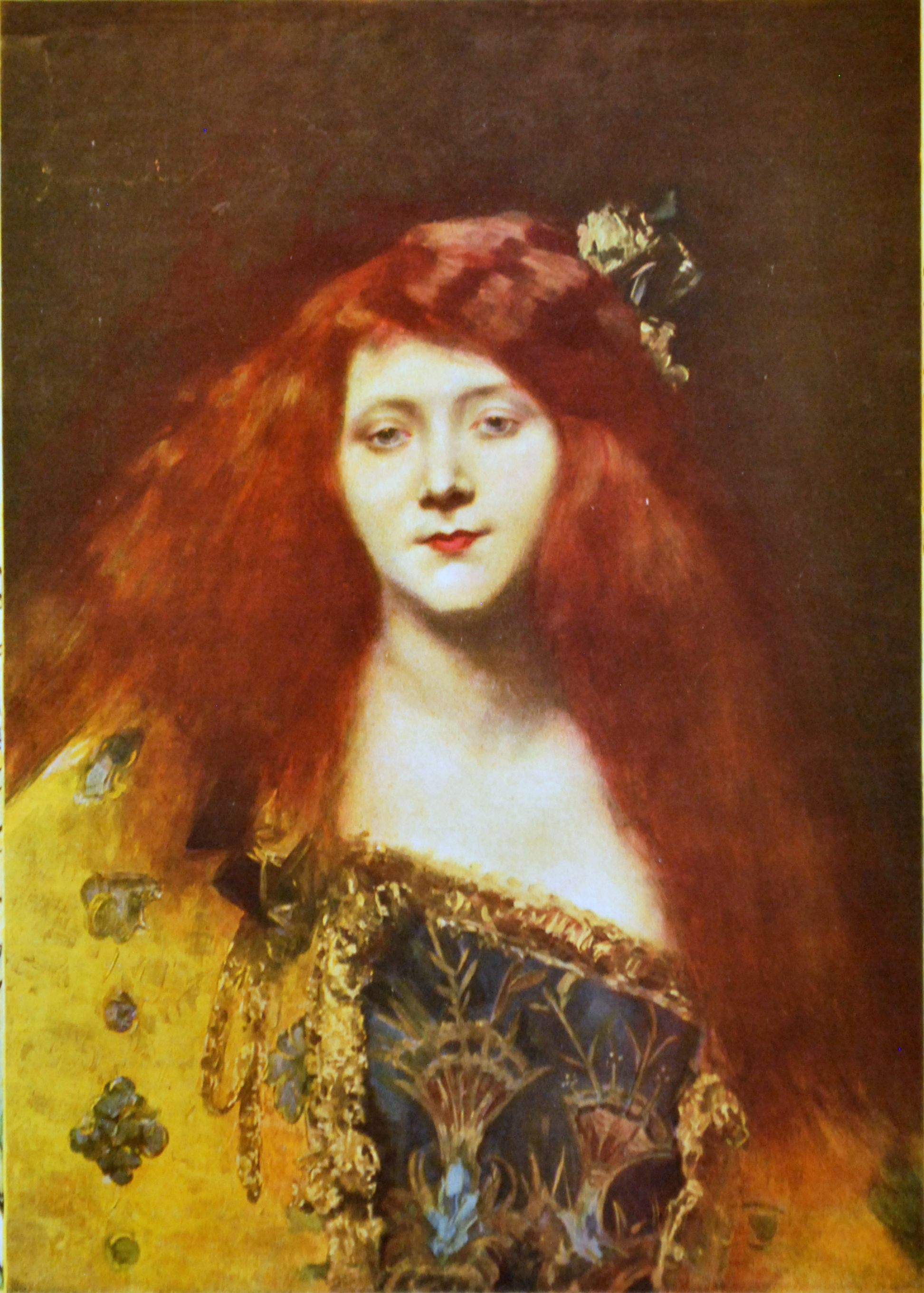